# 曹根里德
曹根里德（德語：Zauggenried）是瑞士伯恩州的一个旧市镇，总面积为3.67平方千米，截至2011年12月总人口为308人。2014年1月1日，曹根里德与邻近的6个市镇并入市镇弗勞布倫嫩。